# Heche, Sorab
Heche là một làng thuộc tehsil Sorab, huyện Shimoga, bang Karnataka, Ấn Độ.